# 14e étape du Tour d'Espagne 2021
Pour un article plus général, voir Tour d'Espagne 2021.
La 14e étape du Tour d'Espagne 2021 se déroule le samedi 28 août 2021, entre Don Benito et La Villuerca (commune de Navezuelas), sur une distance de 165,7 km.

## Déroulement de l'étape
Après une dizaine de kilomètres de course, un groupe de 18 coureurs part à l'attaque et prend progressivement une avance allant jusqu'à 14 minutes sur le peloton. Dans les kilomètres précédant la montée finale du Pico Villuercas, un col de première catégorie long de 14,5 km à une moyenne de 6,2 % de déclivité, ce groupe se scinde en différentes parties. Au pied du Pico Villuercas, le Français Nicolas Prodhomme (AG2R-Citroën) est seul en tête avec une avance d'une minute sur ses plus proches poursuivants. Il est toutefois rattrapé et dépassé à 6 km du sommet par son compatriote Romain Bardet (DSM) qui poursuit son effort jusqu'à la ligne d'arrivée qu'il franchit en vainqueur. Dans le peloton arrivé à plus de dix minutes du vainqueur, les premiers du classement général se neutralisent jusqu'à 6 km de l'arrivée où une tentative de cassure du peloton est provoquée par les Cofidis mais le maillot rouge revient et le groupe se reforme. L'Italien Giulio Ciccone tente de partir mais seul le Colombien Miguel Ángel López parvient à reprendre quelques secondes au maillot rouge Odd Christian Eiking et à Primož Roglič.

## Résultats

### Classement de l'étape
| \| Classement de l'étape \| Classement de l'étape \| Classement de l'étape \| Classement de l'étape \| Classement de l'étape \| \| Coureur \| Coureur \| Pays \| Équipe \| Temps \| \| --------------------- \| --------------------- \| --------------------- \| --------------------- \| --------------------- \| \| 1er \| Romain Bardet \| France \| Team DSM \| 4 h 20 min 36 s \| \| 2e \| Jesús Herrada \| Espagne \| Cofidis \| + 44 s \| \| 3e \| Jay Vine \| Australie \| Alpecin-Fenix \| + 44 s \| \| 4e \| Tom Pidcock \| Royaume-Uni \| Ineos Grenadiers \| + 1 min 12 s \| \| 5e \| Clément Champoussin \| France \| AG2R Citroën Team \| + 1 min 14 s \| \| 6e \| Matthew Holmes \| Royaume-Uni \| Lotto-Soudal \| + 1 min 16 s \| \| 7e \| Andrey Zeits \| Kazakhstan \| BikeExchange \| + 1 min 19 s \| \| 8e \| Kevin Geniets \| Luxembourg \| Groupama-FDJ \| + 1 min 46 s \| \| 9e \| Nicolas Prodhomme \| France \| AG2R Citroën Team \| + 2 min 04 s \| \| 10e \| Jan Tratnik \| Slovénie \| Bahrain Victorious \| + 2 min 15 s \| |                     |             |                    |                 |
| |                     |             |                    |                 |
| Source : ProCyclingStats |                     |             |                    |                 |
| Classement de l'étape |                     |             |                    |                 |
| Coureur | Coureur             | Pays        | Équipe             | Temps           |
| 1er | Romain Bardet       | France      | Team DSM           | 4 h 20 min 36 s |
| 2e | Jesús Herrada       | Espagne     | Cofidis            | + 44 s          |
| 3e | Jay Vine            | Australie   | Alpecin-Fenix      | + 44 s          |
| 4e | Tom Pidcock         | Royaume-Uni | Ineos Grenadiers   | + 1 min 12 s    |
| 5e | Clément Champoussin | France      | AG2R Citroën Team  | + 1 min 14 s    |
| 6e | Matthew Holmes      | Royaume-Uni | Lotto-Soudal       | + 1 min 16 s    |
| 7e | Andrey Zeits        | Kazakhstan  | BikeExchange       | + 1 min 19 s    |
| 8e | Kevin Geniets       | Luxembourg  | Groupama-FDJ       | + 1 min 46 s    |
| 9e | Nicolas Prodhomme   | France      | AG2R Citroën Team  | + 2 min 04 s    |
| 10e | Jan Tratnik         | Slovénie    | Bahrain Victorious | + 2 min 15 s    |

## Classements à l'issue de l'étape

### Classement général
| \| Classement général \| Classement général \| Classement général \| Classement général \| Classement général \| \| Coureur \| Coureur \| Pays \| Équipe \| Temps \| \| ------------------ \| -------------------- \| ------------------ \| ---------------------------------- \| ------------------ \| \| 1er \| Odd Christian Eiking \| Norvège \| Intermarché-Wanty-Gobert Matériaux \| 55 h 03 min 17 s \| \| 2e \| Guillaume Martin \| France \| Cofidis \| + 54 s \| \| 3e \| Primož Roglič \| Slovénie \| Jumbo-Visma \| + 1 min 36 s \| \| 4e \| Enric Mas \| Espagne \| Movistar Team \| + 2 min 11 s \| \| 5e \| Miguel Ángel López \| Colombie \| Movistar Team \| + 3 min 04 s \| \| 6e \| Jack Haig \| Australie \| Bahrain Victorious \| + 3 min 35 s \| \| 7e \| Egan Bernal \| Colombie \| Ineos Grenadiers \| + 4 min 21 s \| \| 8e \| Adam Yates \| Royaume-Uni \| Ineos Grenadiers \| + 4 min 49 s \| \| 9e \| Sepp Kuss \| États-Unis \| Jumbo-Visma \| + 4 min 59 s \| \| 10e \| Felix Großschartner \| Autriche \| Bora-Hansgrohe \| + 5 min 31 s \| |                      |             |                                    |                  |
| |                      |             |                                    |                  |
| Source : ProCyclingStats |                      |             |                                    |                  |
| Classement général |                      |             |                                    |                  |
| Coureur | Coureur              | Pays        | Équipe                             | Temps            |
| 1er | Odd Christian Eiking | Norvège     | Intermarché-Wanty-Gobert Matériaux | 55 h 03 min 17 s |
| 2e | Guillaume Martin     | France      | Cofidis                            | + 54 s           |
| 3e | Primož Roglič        | Slovénie    | Jumbo-Visma                        | + 1 min 36 s     |
| 4e | Enric Mas            | Espagne     | Movistar Team                      | + 2 min 11 s     |
| 5e | Miguel Ángel López   | Colombie    | Movistar Team                      | + 3 min 04 s     |
| 6e | Jack Haig            | Australie   | Bahrain Victorious                 | + 3 min 35 s     |
| 7e | Egan Bernal          | Colombie    | Ineos Grenadiers                   | + 4 min 21 s     |
| 8e | Adam Yates           | Royaume-Uni | Ineos Grenadiers                   | + 4 min 49 s     |
| 9e | Sepp Kuss            | États-Unis  | Jumbo-Visma                        | + 4 min 59 s     |
| 10e | Felix Großschartner  | Autriche    | Bora-Hansgrohe                     | + 5 min 31 s     |

| Classement par points | Classement par points | Classement par points | Classement par points | Classement par points |
| Coureur               | Coureur               | Pays                  | Équipe                | Points                |
| --------------------- | --------------------- | --------------------- | --------------------- | --------------------- |
| 1er                   | Fabio Jakobsen        | Pays-Bas              | Deceuninck-Quick Step | 200 pts               |
| 2e                    | Magnus Cort Nielsen   | Danemark              | EF Education-Nippo    | 114 pts               |
| 3e                    | Primož Roglič         | Slovénie              | Jumbo-Visma           | 106 pts               |
| 4e                    | Matteo Trentin        | Italie                | UAE Team Emirates     | 103 pts               |
| 5e                    | Alberto Dainese       | Italie                | Team DSM              | 93 pts                |
| 6e                    | Michael Matthews      | Australie             | BikeExchange          | 92 pts                |
| 7e                    | Arnaud Démare         | France                | Groupama-FDJ          | 88 pts                |
| 8e                    | Romain Bardet         | France                | Team DSM              | 70 pts                |
| 9e                    | Enric Mas             | Espagne               | Movistar Team         | 69 pts                |
| 10e                   | Andrea Bagioli        | Italie                | Deceuninck-Quick Step | 69 pts                |

| Classement par points | Classement par points | Classement par points | Classement par points | Classement par points |
| Coureur               | Coureur               | Pays                  | Équipe                | Points                |
| --------------------- | --------------------- | --------------------- | --------------------- | --------------------- |
| 1er                   | Fabio Jakobsen        | Pays-Bas              | Deceuninck-Quick Step | 200 pts               |
| 2e                    | Magnus Cort Nielsen   | Danemark              | EF Education-Nippo    | 114 pts               |
| 3e                    | Primož Roglič         | Slovénie              | Jumbo-Visma           | 106 pts               |
| 4e                    | Matteo Trentin        | Italie                | UAE Team Emirates     | 103 pts               |
| 5e                    | Alberto Dainese       | Italie                | Team DSM              | 93 pts                |
| 6e                    | Michael Matthews      | Australie             | BikeExchange          | 92 pts                |
| 7e                    | Arnaud Démare         | France                | Groupama-FDJ          | 88 pts                |
| 8e                    | Romain Bardet         | France                | Team DSM              | 70 pts                |
| 9e                    | Enric Mas             | Espagne               | Movistar Team         | 69 pts                |
| 10e                   | Andrea Bagioli        | Italie                | Deceuninck-Quick Step | 69 pts                |

| Classement de la montagne | Classement de la montagne | Classement de la montagne | Classement de la montagne          | Classement de la montagne |
| Coureur                   | Coureur                   | Pays                      | Équipe                             | Points                    |
| ------------------------- | ------------------------- | ------------------------- | ---------------------------------- | ------------------------- |
| 1er                       | Romain Bardet             | France                    | Team DSM                           | 50 pts                    |
| 2e                        | Damiano Caruso            | Italie                    | Bahrain Victorious                 | 31 pts                    |
| 3e                        | Michael Storer            | Australie                 | Team DSM                           | 17 pts                    |
| 4e                        | Pavel Sivakov             | Russie                    | Ineos Grenadiers                   | 16 pts                    |
| 5e                        | Jack Haig                 | Australie                 | Bahrain Victorious                 | 15 pts                    |
| 6e                        | Primož Roglič             | Slovénie                  | Jumbo-Visma                        | 12 pts                    |
| 7e                        | Kenny Elissonde           | France                    | Trek-Segafredo                     | 11 pts                    |
| 8e                        | Rein Taaramäe             | Estonie                   | Intermarché-Wanty-Gobert Matériaux | 10 pts                    |
| 9e                        | Sepp Kuss                 | États-Unis                | Jumbo-Visma                        | 9 pts                     |
| 10e                       | Magnus Cort Nielsen       | Danemark                  | EF Education-Nippo                 | 8 pts                     |

| Classement de la montagne | Classement de la montagne | Classement de la montagne | Classement de la montagne          | Classement de la montagne |
| Coureur                   | Coureur                   | Pays                      | Équipe                             | Points                    |
| ------------------------- | ------------------------- | ------------------------- | ---------------------------------- | ------------------------- |
| 1er                       | Romain Bardet             | France                    | Team DSM                           | 50 pts                    |
| 2e                        | Damiano Caruso            | Italie                    | Bahrain Victorious                 | 31 pts                    |
| 3e                        | Michael Storer            | Australie                 | Team DSM                           | 17 pts                    |
| 4e                        | Pavel Sivakov             | Russie                    | Ineos Grenadiers                   | 16 pts                    |
| 5e                        | Jack Haig                 | Australie                 | Bahrain Victorious                 | 15 pts                    |
| 6e                        | Primož Roglič             | Slovénie                  | Jumbo-Visma                        | 12 pts                    |
| 7e                        | Kenny Elissonde           | France                    | Trek-Segafredo                     | 11 pts                    |
| 8e                        | Rein Taaramäe             | Estonie                   | Intermarché-Wanty-Gobert Matériaux | 10 pts                    |
| 9e                        | Sepp Kuss                 | États-Unis                | Jumbo-Visma                        | 9 pts                     |
| 10e                       | Magnus Cort Nielsen       | Danemark                  | EF Education-Nippo                 | 8 pts                     |

| Classement du meilleur jeune | Classement du meilleur jeune | Classement du meilleur jeune | Classement du meilleur jeune | Classement du meilleur jeune |
| Coureur                      | Coureur                      | Pays                         | Équipe                       | Temps                        |
| ---------------------------- | ---------------------------- | ---------------------------- | ---------------------------- | ---------------------------- |
| 1er                          | Egan Bernal                  | Colombie                     | Ineos Grenadiers             | 55 h 07 min 38 s             |
| 2e                           | Aleksandr Vlasov             | Russie                       | Astana-Premier Tech          | + 1 min 43 s                 |
| 3e                           | Gino Mäder                   | Suisse                       | Bahrain Victorious           | + 2 min 26 s                 |
| 4e                           | Juan Pedro López             | Espagne                      | Trek-Segafredo               | + 5 min 47 s                 |
| 5e                           | Rémy Rochas                  | France                       | Cofidis                      | + 22 min 08 s                |
| 6e                           | Clément Champoussin          | France                       | AG2R Citroën Team            | + 31 min 43 s                |
| 7e                           | Steff Cras                   | Belgique                     | Lotto-Soudal                 | + 36 min 21 s                |
| 8e                           | Jefferson Cepeda             | Équateur                     | Caja Rural-Seguros RGA       | + 44 min 39 s                |
| 9e                           | Gotzon Martín                | Espagne                      | Euskaltel-Euskadi            | + 58 min 04 s                |
| 10e                          | Pavel Sivakov                | Russie                       | Ineos Grenadiers             | + 1 h 05 min 25 s            |

| Classement du meilleur jeune | Classement du meilleur jeune | Classement du meilleur jeune | Classement du meilleur jeune | Classement du meilleur jeune |
| Coureur                      | Coureur                      | Pays                         | Équipe                       | Temps                        |
| ---------------------------- | ---------------------------- | ---------------------------- | ---------------------------- | ---------------------------- |
| 1er                          | Egan Bernal                  | Colombie                     | Ineos Grenadiers             | 55 h 07 min 38 s             |
| 2e                           | Aleksandr Vlasov             | Russie                       | Astana-Premier Tech          | + 1 min 43 s                 |
| 3e                           | Gino Mäder                   | Suisse                       | Bahrain Victorious           | + 2 min 26 s                 |
| 4e                           | Juan Pedro López             | Espagne                      | Trek-Segafredo               | + 5 min 47 s                 |
| 5e                           | Rémy Rochas                  | France                       | Cofidis                      | + 22 min 08 s                |
| 6e                           | Clément Champoussin          | France                       | AG2R Citroën Team            | + 31 min 43 s                |
| 7e                           | Steff Cras                   | Belgique                     | Lotto-Soudal                 | + 36 min 21 s                |
| 8e                           | Jefferson Cepeda             | Équateur                     | Caja Rural-Seguros RGA       | + 44 min 39 s                |
| 9e                           | Gotzon Martín                | Espagne                      | Euskaltel-Euskadi            | + 58 min 04 s                |
| 10e                          | Pavel Sivakov                | Russie                       | Ineos Grenadiers             | + 1 h 05 min 25 s            |

| Classement par équipes | Classement par équipes             | Classement par équipes | Classement par équipes |
| Équipe                 | Équipe                             | Pays                   | Temps                  |
| ---------------------- | ---------------------------------- | ---------------------- | ---------------------- |
| 1re                    | Ineos Grenadiers                   | Royaume-Uni            | 165 h 08 min 21 s      |
| 2e                     | UAE Team Emirates                  | Émirats arabes unis    | + 5 min 20 s           |
| 3e                     | Bahrain Victorious                 | Bahreïn                | + 6 min 51 s           |
| 4e                     | Movistar Team                      | Espagne                | + 15 min 26 s          |
| 5e                     | Jumbo-Visma                        | Pays-Bas               | + 20 min 14 s          |
| 6e                     | Trek-Segafredo                     | États-Unis             | + 32 min 17 s          |
| 7e                     | Intermarché-Wanty-Gobert Matériaux | Belgique               | + 41 min 12 s          |
| 8e                     | AG2R Citroën Team                  | France                 | + 48 min 47 s          |
| 9e                     | Astana-Premier Tech                | Kazakhstan             | + 58 min 38 s          |
| 10e                    | Cofidis                            | France                 | + 1 h 01 min 45 s      |

| Classement par équipes | Classement par équipes             | Classement par équipes | Classement par équipes |
| Équipe                 | Équipe                             | Pays                   | Temps                  |
| ---------------------- | ---------------------------------- | ---------------------- | ---------------------- |
| 1re                    | Ineos Grenadiers                   | Royaume-Uni            | 165 h 08 min 21 s      |
| 2e                     | UAE Team Emirates                  | Émirats arabes unis    | + 5 min 20 s           |
| 3e                     | Bahrain Victorious                 | Bahreïn                | + 6 min 51 s           |
| 4e                     | Movistar Team                      | Espagne                | + 15 min 26 s          |
| 5e                     | Jumbo-Visma                        | Pays-Bas               | + 20 min 14 s          |
| 6e                     | Trek-Segafredo                     | États-Unis             | + 32 min 17 s          |
| 7e                     | Intermarché-Wanty-Gobert Matériaux | Belgique               | + 41 min 12 s          |
| 8e                     | AG2R Citroën Team                  | France                 | + 48 min 47 s          |
| 9e                     | Astana-Premier Tech                | Kazakhstan             | + 58 min 38 s          |
| 10e                    | Cofidis                            | France                 | + 1 h 01 min 45 s      |

## Abandons
- Richard Carapaz (Ineos Grenadiers) : abandon